# El aval
«El Aval» es una canción del grupo musical chileno Los Tres, publicada en su segundo álbum Se remata el siglo, en 1993. El tema generó gran popularidad entre sus seguidores.

## Historia
Escrita por Álvaro Henríquez en 1993, en Viña 2007 cuenta:

Antes de cantar esta canción, primero es divertido porque es cómo una canción de discoteque, cosa rara en Los Tres, pero sin embargo, cierta. Bueno, no era tan divertido parece, bueno da igual (risas).

La letra de la canción se refiere en forma metafórica a La Cutufa, una organización ilegal de prestamistas que operaba al interior de la Central Nacional de Informaciones (CNI) durante la dictadura de Pinochet en la década de 1980

## Videoclip
Cuenta con un videoclip, en el que se ve a los diferentes integrantes de la banda tocando la canción, acompañados de imágenes fundamentalmente ligadas a las Fiestas Patrias (18 de septiembre) y figuras de televisión internacional.
Cuenta con Los Tres tocando frente a una pantalla verde con imágenes aleatorias de fondo (que incluyen desde banderitas chilenas hasta la Mona Lisa). Recuerda mucho al video de «Amor violento» —si bien «El aval» es menos estático—, pero no es sorpresa esta semejanza de mano, ya que ambas piezas fueron dirigidas por Germán Bobe.